# ムラト・カルダノフ
ムラト・カルダノフ（Mourat Kardanov、1971年1月4日 - ）は、ロシアのレスリング選手。2000年シドニーオリンピックレスリンググレコローマンスタイル76kg級の金メダリストである。ロシア連邦カバルダ・バルカル共和国出身。

## 実績
- オリンピック
  - 2000年シドニーオリンピック　金メダル
- 世界選手権
  - 3位　1993年
- ヨーロッパ選手権
  - 3位　1993、2000年